# 雷内·吉爾馬丁
雷内·帕特里克·吉爾馬丁（英語：Rene Patrick Gilmartin；1987年5月31日—）是一位愛爾蘭足球運動員。在場上的位置是守門員。他現在效力於英冠球隊布里斯托尔城。他也代表愛爾蘭各級國家青年足球隊參賽。